# Clifford Grey
Clifford Grey (* 5. Januar 1887 in Birmingham; † 25. September 1941 in Ipswich) war ein britischer Filmschauspieler und Komponist.
Grey wurde als Percival Davis in England geboren und wurde auf der King Edward VI school unterrichtet. Nach seinem Abschluss begann er als Schauspieler zu arbeiten. Zudem betätigte er sich als Drehbuchautor und schrieb nebenbei Lieder. Er heiratete Dorothy Gould, mit der er bis zu ihrem Tod 1940 verheiratet war.
Greys Unterhaltungskarriere begann 1914 und endete 1941 mit seinem Tod. Als Schauspieler trat er von 1914 bis 1922 in 24 Filmen auf. So war er unter anderem in The Crucible (1914), Madame Cubist (1916), The Best Man (1917), Carnival (1921) und The Man from Home (1922) zu sehen. Auch die von ihm komponierte Filmmusik wurde in vielen Filmen gespielt. So wurden Lieder von ihm in den Filmen The Bridge on the River Kwai (1957) und The Cat’s Meow (2001) gespielt. Nach von ihm geschriebenen Drehbüchern wurden unter anderem die Filme Rome Express (1932), Mimi (1935) und Yes, Madam? (1939) gedreht. Das bekannteste Drehbuch von ihm wurde 1955 unter dem Namen Hit The Deck als Musical aufgeführt. Außerdem schrieb er in seinem Leben noch über 3000 Lieder und arbeitete unter anderem mit Oscar Levant, Jerome Kern und Al Goodman zusammen. Die bekanntesten Songs, zu dem er den Text schrieb, waren „Spread a Little Happiness“ (Komponist
Vivian Ellis), neu entdeckt durch den Film von Sting, sowie „Hallelujah!“.
Greys Biografie wurde fälschlicherweise mit der des US-amerikanischen Bobsportlers Clifford Gray vermischt, was dazu führte, dass sogar behauptet wurde selbst Greys Familie hätte von dieser geheimen zweiten Karriere erst nach dessen Tod erfahren. Doch stimmen etwa die Lebensdaten beider Personen nicht überein.

## Filmografie (Auswahl)

### Drehbuch
- 1934: My Song Goes Round the World
- 1935: Invitation to the Waltz